# 斯塔夫·沙菲尔
斯塔夫·沙菲尔（1985年5月17日—）是一位以色列政治家、以色列议会議員（2013年-2015年），當選時為以色列歷史上最年轻的女性議員。 沙菲尔在以色列工党的2015年1月13日初選中排名第二，并在内部劳工名单中排名第三（或者在锡安主义联盟名单上排名第四）。她是2011年以色列社会正义抗议活动领导人之一，专注于住房，公共服务，收入不平等和民主，后来成为该运动的女发言人。

## 早年生活和教育
沙菲尔出生于以色列内坦亚，有伊拉克、波兰、立陶宛和罗马尼亚犹太人血統。12岁时，她和她的家人搬到了沙龙地区的一个小镇Pardesiya，在那里她的父母拥有一家会计师事务所。沙菲尔成为青年运动HaNoar HaOved VeHaLomed（工作和学习青年联合会）的成员。高中毕业后，沙菲尔作为以色列自然保护协会附属志愿者小组的一员在提比里亞工作了一年。 然后她成為以色列空军飞行学院的学员，开始在以色列國防軍 (IDF) 服役。五个月后，她成为IDF杂志《BaMahane》的军事記者。她对 IDF 活动的报道包括以色列脱离加沙和2006年以黎冲突。
在完成服兵役后，沙菲尔通過橄榄树奖学金计划就讀倫敦大學城市學院。在伦敦学习期间，沙菲尔在英国议会实习。 2009年，沙菲尔獲得了社会学和新闻学文学士學位。 沙菲尔能夠演奏钢琴，鼓，吉他，小提琴和烏德琴， 從倫敦大學城市學院畢業之後又在拉马特沙龙的Rimon爵士乐和当代音乐学院学习了一年。然后她又讀取了臺拉維夫大學历史与哲学研究所的文學碩士。
沙菲尔是一名自由撰稿人，也是國家地理、Ha'ir周报，Keshet Media Group杂志以及新消息报互联网网站Xnet的編輯。